# Мазурівка (Полтавський район)
Мазурі́вка —  село в Україні, у Мачухівській сільській громаді Полтавського району Полтавської області. Населення становить 23 осіб. До 2017 орган місцевого самоврядування — Мачухівська сільська рада.

## Географія
Село Мазурівка знаходиться на відстані 0,5 км від села Кованчик та за 1 км від села Рожаївка. По селу протікає пересихаючий струмок з загатою.

## Історія
12 червня 2020 року, відповідно до розпорядження Кабінету Міністрів України № 721-р «Про визначення адміністративних центрів та затвердження територій територіальних громад Полтавської області», село увійшло до складу Мачухівської сільської громади.
19 липня 2020 року, в результаті адміністративно - територіальної реформи та ліквідації Полтавського району(1925—2020, село увійшло до складу новоутвореного Полтавського району.

## Екологія
За 2 км від села розташований аеропорт.